# بیبان
بیبان (عربی: البيبان) نام زنجیره‌ای از کوه‌ها است در شمال الجزایر. بیبان با سرزمین قبایلی هم‌مرز است.
بلندترین قله‌های بیبان، کوه منصوره (۱۸۶۲ متر) و کوه شوکشوط (۱۸۳۲ متر) هستند.